# Остапенко Олег Юрійович
Олег Юрійович Остапенко (1984—2024) — молодший лейтенант збройних сил України, учасник російсько-української війни.

## Життєпис
Народився 23 березня 1984 року в місті Вінниця. Закінчив школу №6, потім навчався у Іллінецькому аграрному коледжі та у Вінницькому торговельно-економічному інституті КНЕУ.
Близько 15 років працював головним спеціалістом відділу програмного забезпечення в управлінні соціального захисту міської ради.
Під час повномасштабної війни був командиром взводу у 144 окремій піхотній бригаді.
Загинув 1 травня 2024 року на Донеччині.

## Нагороди
- Орден Богдана Хмельницького III ступеня (посмертно) — за особисту мужність, виявлену у захисті державного суверенітету та територіальної цілісності України, самовіддане виконання військового обов'язку[1].